# Свен Аксель Туллберг
Свен Аксель Теодор Туллберг (швед. Sven Axel Theodore Tullberg; 27 лютого 1852 — 15 грудня 1886) — шведський ботанік, палеонтолог та геолог.

## Біографія
Свен Аксель Туллберг народився 27 лютого 1852 року у місті Ландскруна.
У 1871 році Туллберг почав вивчати геологію у Лундському університеті, у 1880 році став професором. З 1879 року він працював асистентом геолога та з 1881 року - геологом та палеонтологом у Геологічній службі Швеції.
Свен Аксель Туллберг помер 15 грудня 1886 року у Лунді.

## Епоніми
Трилобіт Svenax (скорочення перших двох імен Свена Акселя Теодора Туллберга).

## Окремі публікації
- An overview of the Scandinavian species of the genus Ranunculus (1873)
- Some Didymograplus Species in Lower Graptolite Crime at Kivik's Esperöd (1880)
- Trenne New Graptolisms (1880)
- Über Versteinerangen aus den Aucellschichten Noraja Zemljas (1881)
- On The Graptolites Described by Hisinger and the Older Swedish Authors (1882)
- Skåne's Graptolites: I. General overcrowding of the Silurian foundations in Skåne etc. (1882)
- II. Graptolite faunas in the Cordiolaskiffern and Cyrtograptusskiffrarna (1883)
- Schichtfolge des Silur in Schonen (1883)